# Begoña Ameztoy
María Begoña Ameztoy Mendibe (nacida el 4 de abril de 1951 en San Sebastián, Guipúzcoa) es una escritora y pintora española.
Cursó estudios de Derecho y Periodismo.
Comienza como escritora, pero su inquietud artística le lleva a simultanear la literatura con movimientos culturales del País Vasco, como la revista Kantil o el grupo surrealista CLOC, donde conoció al también escritor y periodista Álvaro Bermejo, que sería su pareja por más de veinte años. Junto con este, la persona que más influiría en su vida y en su trayectoria fue Jorge Oteiza, con quien entabló una intensa amistad, subrayada por la admiración mutua, que se prolongó hasta la muerte del escultor.
Ejerce como columnista en El Diario Vasco de San Sebastián desde 1992 y también ha trabajado para televisión: ha sido guionista de TVE y tertuliana de programas como Crónicas Marcianas y Sálvame.
También ha trabajado en el programa Lo que faltaba de ETB y el El Diario de Noticias en Pamplona.
En marzo de 2004 retoma su afición pictórica con una fuerza extraordinaria. Pinta retratos y puertas con jardines.

## Exposiciones
- 2001 - Luz Azul Luz Azul  ainizetxopitea.com/link_websites/begona_ameztoy/...web/perfil.html
- 2005 - Cielos y Tierras. Galería Espacio Arte - San Sebastián
- 2006 - Retratos. Centro Cultural Clara Campoamor. Bilbao
- 2008 - Retratos - Galería Noventa Grados. San Sebastián
- 2009 - Cielos de Praga - Galería Gaudí. Madrid
- 2011 -Geometria del Verde - Espacio Echevarria - San Sebastián
- 2012 - La Vía Láctea. Galería Pedro Usabiaga - San Sebastián
- 2012 - La Vía Láctea - Feria de Arte de Medinaceli. Soria

## Colaboraciones en televisión
- Crónicas Marcianas (programa de Telecinco) (2000-2005)
- Sálvame (programa de Telecinco) (2011)
- Hable con ellas (programa de Telecinco) (2016)